# Granit & Beton AB

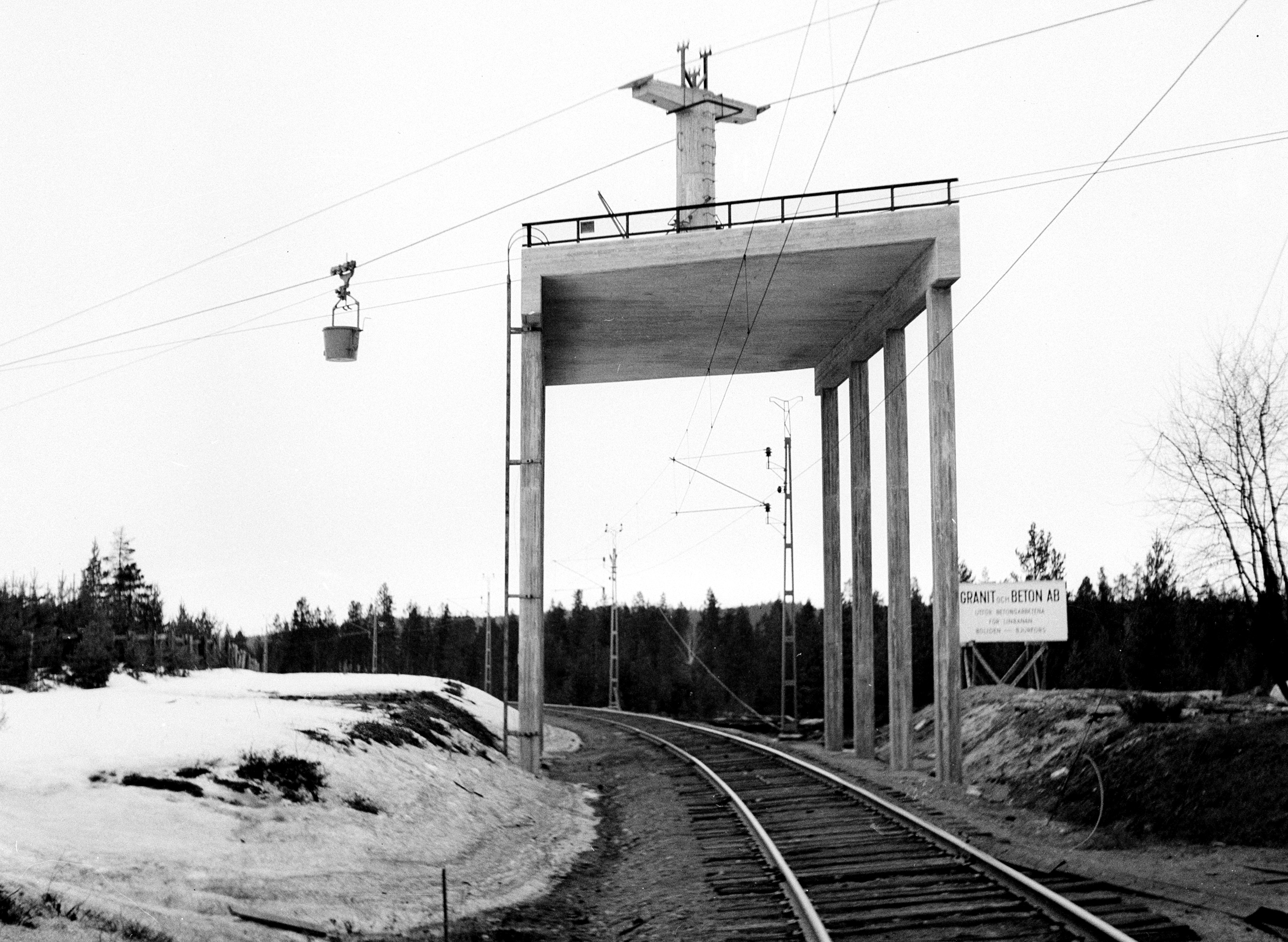
Linbanan Kristineberg-Boliden, skylt: "Granit och Beton AB utför betongarbetet för linbanan Boliden-Bjurfors", 1943.

Granit & Beton AB är ett svenskt byggbolag som var verksam som självständigt företag mellan 1910 och 1969.

## Historik

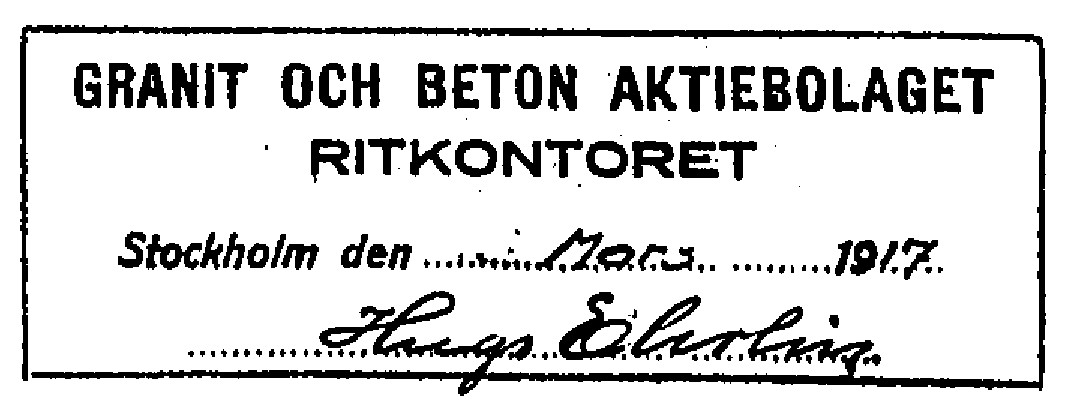
Ritningsstämpel 1917.

Granit & Beton AB registrerades i oktober 1910. År 1912 knöts murmästaren Anders Olby (1886–1973) till bolaget. Han kom då närmast från AB Skånska Cementgjuteriet. Efter några år blev han tillsammans med sin son civilingenjören Tage Olby (1917–2010) delägare i bolaget. Mellan åren 1926 och 1963 var han bolagets verkställande direktör. Den befattningen övertogs fram till 1969 av sonen Tage.
Under Olbys ledning blev Granit & Beton en av Sveriges stora byggentreprenörer med tyngdpunkt på betongkonstruktioner. Efter Tage Olbys avgång 1969 såldes företaget som dotterbolag till Svenska Väg och var fram till 1996 delägd av NCC. Idag ingår Granit & Beton AB i koncernmoderbolaget Fabege.
Bland större projekt märks Linbanan Kristineberg-Boliden där Granit & Beton 1943 utförde betongarbeten för avsnittet Boliden–Bjurfors.